# Sulla mafia
Sulla mafia. Piccole riflessioni personali è un saggio di Dacia Maraini pubblicato nel 2009, nel quale la scrittrice ha raccolto una serie di suoi articoli riguardanti la mafia comparsi sul Corriere della Sera dal 21 giugno 1992 al 16 dicembre 2008.
L'opera si apre con un breve monologo intitolato A piedi nudi (pag. 17-22), nel quale l'autrice s'immedesima nei panni della madre di un collaboratore di giustizia che, nonostante le proprie paure, trova la forza di recarsi alla tomba del figlio; nell'ultima parte (pag. 81-91), invece, troviamo un'intervista (Dialogo) fatta dal giornalista Paolo Di Paolo alla scrittrice nel 2009, nella quale la Maraini menziona anche Roberto Saviano, autore di Gomorra. Ha preso parte alla presentazione del libro a Roma nel marzo 2009 in qualità di magistrato e di ex Presidente della Camera Luciano Violante, citato nel libro dalla stessa scrittrice. La scrittrice sostiene più volte che Giovanni Falcone e Paolo Borsellino sono stati sì riconosciuti come eroi da tutto il Paese, ma che gli Italiani hanno bisogno di modelli e non di eroi, perché un modello è diverso da un eroe che si mette su un piedistallo e lo si dimentica là sopra per la gioia dei piccioni che lo usano come cacatoio. Un modello è vivo, partecipe, esempio quotidiano che guida i nostri pensieri, le nostre azioni (prefazione, pag. 12).

## Argomenti
- Barbarie d'altri tempi - pag. 25-28 (21 giugno 1992: Prigionia di Farouk Kassam in Sardegna)
- Eroi senza perché - pag. 29-32 (21 luglio 1992: Uccisione di Borsellino)
- I padri e i figli - pag. 33-35 (25 novembre 1995: Elezione a rappresentante degli studenti della diciannovenne Maria Concetta Riina, figlia di Totò Riina)
- La giustizia lenta fa marcire la certezza - pag. 36-40 (29 novembre 1997: Sulla giustizia in Italia)
- A Bagheria non c'è soltanto silenzio - pag. 41-45 (31 luglio 1999: Sul quotidiano "Paese Nuovo" di Bagheria)
- Alia, piccola città della Sicilia contro i prepotenti - pag. 46-54 (11 luglio 2000: Sulla vita dei cittadini di Alia)
- La difesa del paesaggio e degli speculatori - pag. 55-57 (11 novembre 2001)
- L'appello dimenticato a favore della legalità - pag. 58-60 (4 marzo 2005: Appello di Claudio Magris rivolto il 18 dicembre 2004 "agli uomini liberi e forti")
- I ragazzi di Locri contro il solito silenzio - pag. 61-63 (8 novembre 2005: Uccisione di Franco Fortugno)
- La lotta ai soprusi e il rispetto delle regole - pag. 64-65 (4 luglio 2006)
- Il limite ignorato tra lecito e illecito - pag. 66-68 (7 novembre 2006)
- L'orecchio maligno e le nostre illegalità - pag. 69-71 (17 giugno 2008)
- Il nuovo Paese e i vecchi ostacoli - pag. 72-74 (18 novembre 2008)
- Partigiani antimafia - pag. 75-77 (16 dicembre 2008: Confronto simbolico tra Resistenza alla mafia e Resistenza al Fascismo)

## Edizioni
- Dacia Maraini, Sulla mafia - Piccole riflessioni personali, 2009ª ed., Giulio Perrone editore, 2009,  cap. 4, ISBN 978-88-6004-141-8.